# El Retiro (Coahuila)
El Retiro es una localidad del estado mexicano de Coahuila. Es parte del municipio de San Pedro.

## Demografía
| Gráfica de evolución demográfica |
|                                  |

| Censo | Población |
| ----- | --------- |
| 1900  | 591       |
| 1910  | 573       |
| 1921  | 695       |
| 1930  | 578       |
| 1940  | 1 015     |
| 1950  | 1 257     |
| 1960  | 1 445     |
| 1970  | 1 495     |
| 1980  | 2 083     |
| 1990  | 1 969     |
| 2000  | 1 443     |
| 2010  | 1 806     |
| 2020  | 1 578     |